# Exocentrus actinophorae
Exocentrus actinophorae là một loài bọ cánh cứng trong họ Cerambycidae.